# Leopardi&Co.
Leopardi&Co. è un film del 2025 diretto da Federica Biondi.

## Trama
David, un attore americano, ha il compito di interpretare il famoso poeta italiano Giacomo Leopardi. Per aiutarlo a calarsi al meglio nel ruolo Mildred, la sua agente, lo manda a Recanati, in Italia, ingaggiando Silvia, una ragazza italiana, e tra i due nascerà un legame romantico inaspettato.

## Distribuzione
Il film, presentato in anteprima al Taormina Film Festival del 2025, è stato poi distribuito nelle sale cinematografiche italiane a partire dal 14 agosto 2025.